# ماسیمو پاچی
ماسیمو پاچی (انگلیسی: Massimo Paci؛ زادهٔ ۹ مهٔ ۱۹۷۸) بازیکن فوتبال اهل ایتالیا است.
از باشگاه‌هایی که در آن بازی کرده‌است می‌توان به باشگاه فوتبال آسکولی، باشگاه فوتبال لچه، باشگاه فوتبال یوونتوس، باشگاه فوتبال پارما، باشگاه فوتبال آنکونا، باشگاه فوتبال برشا، باشگاه فوتبال روبور سیه‌نا، باشگاه فوتبال پیزا، باشگاه فوتبال جنوآ، باشگاه فوتبال نووارا، و باشگاه فوتبال ترنانا اشاره کرد.